# Switchteknik
Huvudartikel: PWM
Switchteknik innebär i princip att en transistor slås på och av med hög frekvens varvid man får en fyrkantsvåg med ett pulsbreddsförhållande som i princip kan styras till att variera mellan 0 och 100 %.
Switchteknik används i flera tillämpningar bland annat i nätaggregat och numera även i förstärkare där de då jobbar i klass D. Flera mobiltelefoner har numera switchade förstärkare ut till hörlurarna. Detta på grund av den suveräna verkningsgraden den får, det vill säga det går nästan inte åt någon extra energi alls för att generera signalen, om transistorerna är snabba nog.